# ドミトリ・ベリャーエフ

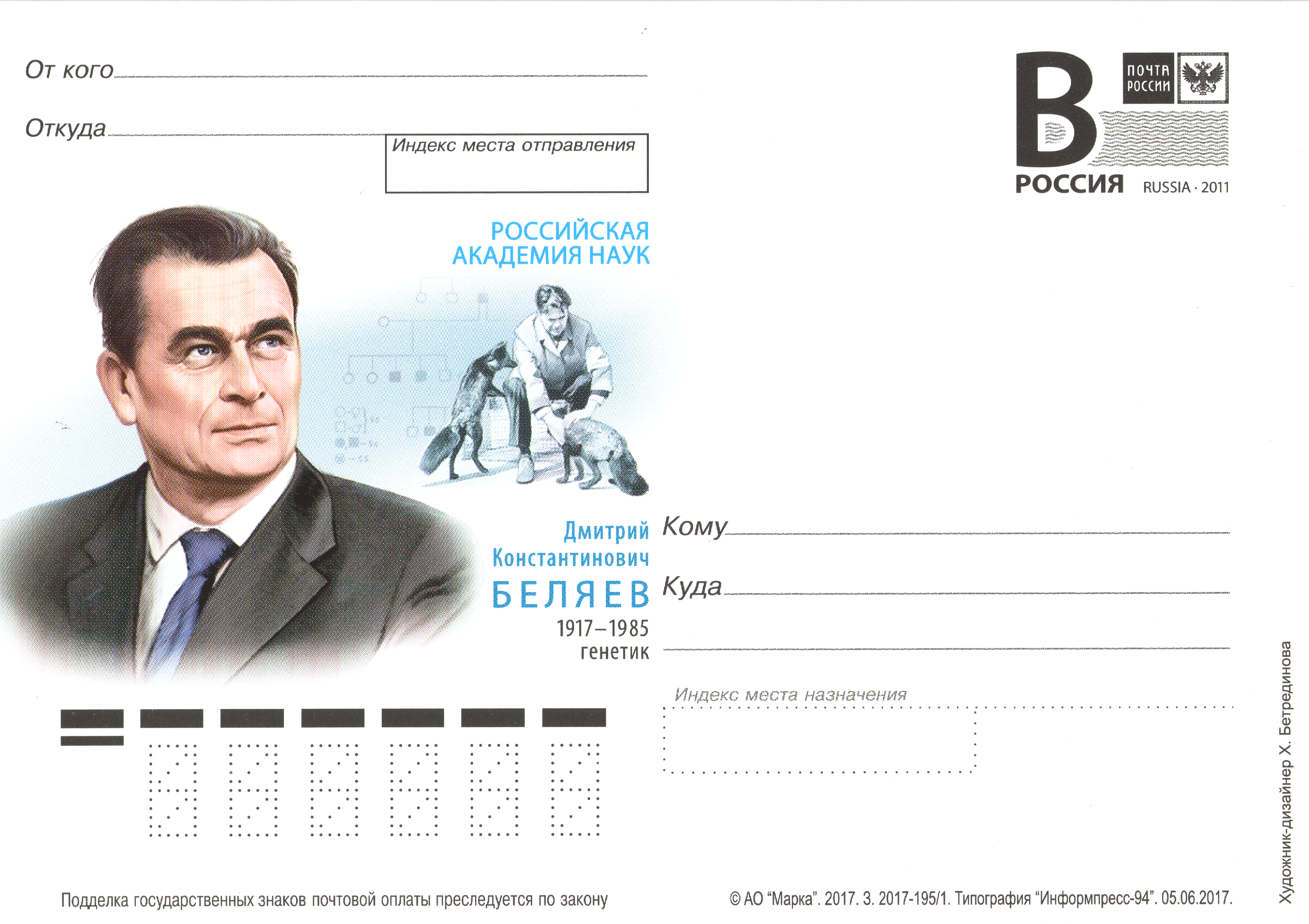
ドミトリ・ベリャーエフの絵葉書（2017年）

ドミトリー·コンスタンチノヴィッチ·ベリャーエフ （露: Дмитрий Константинович Беляев、1917年7月17日 - 1985年11月14日）は、 ロシアの遺伝学者。
プロタソヴォ; コストロマ県生まれ。

## 生涯・人物
ベリャーエフは、田舎の牧師コンスタンチン·ベリャーエフと彼の妻イェヴストリア·アレクサンドロヴナの4人の子供の末子として生まれた。 年上の兄弟たちは、高等学校を卒業し、兄のパーヴェルは後に農学の教師になった。2年間村の学校に通ったのち、1925年彼の両親はベリャーエフをモスクワに送った。 そこで彼は兄のニコライの家族と一緒に住み、フヴォストフスカヤ高等学校に通った。 彼の兄弟（遺伝学者、のちにスターリンによって投獄され死亡）の仕事と環境がベリャーエフに影響を与えた。1934年、彼はイヴァノヴォ農業大学に入学、1939年に卒業した。彼の教師は、動物遺伝学者のボリス・ヴァーシンとアレクサンドル・パーニン。そののち、かれは毛皮動物の繁殖の方法と遺伝学に取り組んだ。
1941年から1945年まで、彼は第二次世界大戦に将校としてソ連軍に従軍し、2回負傷した。 戦後、彼は再びモスクワの毛皮を作る動物の飼育のための研究室で彼の仕事を再開した。1950年代のはじめ、かれは野生動物の家畜化で最も重要な因子はおとなしさの選択的繁殖であるという仮説をたてた。1953年と1954年の間に、彼はロシア科学アカデミーシベリア分院のノヴォシビルスクの細胞学遺伝学研究所で、キツネの飼育実験を始め、1958年に彼はモスクワからノヴォシビルスクへ移った。
ドミトリー・ベリャーエフはロシア科学アカデミーのシベリア分院の副総裁、シベリア連邦科学評議会生物科学部の議長（主にMAラヴレンチイェフと共同）、1959年から1985年までロシア科学アカデミーの細胞学遺伝学研究所、 1960年代にはソ連唯一の主要な遺伝学研究所の総裁を務めた。この間、彼は研究所の評判を高め、ソ連での科学としての遺伝学の発展に尽した。 彼は長年、ソ連科学評議会遺伝育種学科学アカデミーを主宰し、NI ヴァヴィロフ遺伝育種学会の副総裁を務め、ソ連と海外のいくつかの雑誌の編集に関わった。彼は多くの国の大学の名誉学位を受け、1978年から1983年の国際遺伝学連合の総裁を務めた。
研究と教育に加えて、ベリャーエフは社会的な役割を演じた。彼は何度もノヴォシビルスク地域からソ連人民代議員に選ばれ、また彼は第二次世界大戦退役軍人の地区評議会の議長を務めた。
仕事や貢献のためにベリャーエフはヴァヴィロフ賞、2つのレーニン賞、10月革命勲章、赤い星勲章、大祖国戦争一等と二等勲章などを受けた。

## 科学的業績

### キツネの選択交配と家畜化
1950年代に、ベリャーエフと共同研究者は銀キツネ(Vulpes vulpes)のうち人を恐れず噛み付かない個体を何代も選択交配した。 その結果、彼らの振る舞いだけでなく、その外観が野生のキツネと異なるキツネの群をつくりだした。約10から20世代そのような選択交配したキツネは、人を恐れず、尻尾を振りなついた。 見かけも著しく変わった。毛皮の色が変わり、耳が垂れるようになり、しっぽが巻きあがるようになった。
2019年では50世代を超え犬の様に芸をするものも現れた。

### 科学的意義
当時、生物学者は、なぜ犬の毛皮色がオオカミと違うか調べていた。 ベリャーエフは彼のキツネの研究がこの疑問に関わりがあるのに気がついた。彼と彼の共同研究者は生化学的な測定をし、選択交配した狐のアドレナリンの水準が野生のキツネに比べて大幅に低いことを発見した。 それによって、飼いならされたキツネの振る舞いだけではなく、毛皮の色も説明できることが分かった。
科学者たちは、アドレナリンがメラニン色素の生産を変え、野生の動物ではアドレナリンの高い濃度のために抑えられていた遺伝的変異の発現のカスケードが、ホルモンレベルの低下のために起こるという理論を出した。 したがって、ストレス（高いアドレナリン）の役割は、遺伝子発現の調節もあると認識された。

### その他のトピック
ベリャーエフの他の研究のテーマは致死的な変異の抑制、 光周性の豚の不妊治療への役割、 ミンクの毛皮の色 、放射線による作物の突然変異、シベリアに適した穀物の亜種、抗ウイルス剤の製造。
ベリャーエフは科学教育を重んじた。 1961年以後、彼はノヴォシビルスク大学細胞遺伝学の講座だけでなく、学校の生物学のクラスでも教えた。 彼は教師のためのガイドを発行し、1985年、中等教育のための生物学の教科書の編集を指導した。